# Sveriges mästerkock VIP
Sveriges mästerkock VIP är en spinoff av matlagningsprogrammet Sveriges mästerkock, producerat av Meter Television. Programmets första säsong hade premiär den 29 augusti 2021 på TV4 och C More. En andra säsong hade premiär den 26 september 2022 och en tredje hade premiär den 12 april 2023.

## Upplägg
I programmet tävlar åtta svenska kändisar om att bli Sveriges mästerkock VIP. Domare är Tom Sjöstedt, Marcus Samuelsson och Mischa Billing. Varje vecka förutom den första tvingas en person ta av sig sitt mästerkocksförkläde och lämna programmet tills bara en deltagare, vinnaren, återstår och får skänka 100 000 kr till valfri välgörenhetsorganisation. Vinnaren av första säsongen var Eric Gadd och han skänkte pengarna till Friends.

## Deltagare

### Säsong 1
Källa:
| Kändis               | Yrke                      | Placering |
| -------------------- | ------------------------- | --------- |
| Eric Gadd            | Sångare och låtskrivare   | 1         |
| Maja Ivarsson        | Sångerska och låtskrivare | 2         |
| John Lundvik         | Sångare och låtskrivare   | 3         |
| Kalle Moraeus        | Musiker och programledare | 4         |
| Anders Öfvergård     | Programledare             | 5         |
| Josefine Öqvist      | F.d. fotbollsspelare      | 6         |
| Claudia Galli Concha | Skådespelare              | 7         |
| Kaliffa Karlsson     | Sångare                   | 8         |

### Säsong 2
Källa:
| Kändis                  | Yrke                        | Placering |
| ----------------------- | --------------------------- | --------- |
| Jesper Blomqvist        | F.d. fotbollsspelare        | 1         |
| Karl Fredrik Gustafsson | TV-profil                   | 2         |
| Yvonne Ryding           | Fotomodell                  | 3         |
| Elsa Billgren           | Bloggare och programledare  | 4         |
| Erica Johansson         | F.d. friidrottare           | 5         |
| Gudrun Schyman          | Politiker                   | 6         |
| Ellen Bergström         | Skådespelare och influerare | 7         |
| Kristoffer Triumf       | Poddare                     | 8         |

### Säsong 3
Källa:
| Kändis                  | Yrke                | Placering |
| ----------------------- | ------------------- | --------- |
| Carin da Silva          | Dansare             | 1         |
| Simon Sköld             | MMA-utövare         | 2         |
| Mons Kallentoft         | Författare          | 3         |
| Gladys del Pilar        | Sångerska           | 4         |
| Lars "Lasseman" Larsson | Musiker och sångare | 5         |
| Ann Wilson              | Dansare             | 6         |
| Emma Green              | F.d. friidrottare   | 7         |
| Filip Dikmen            | Influerare          | 8         |

### Säsong 4
Källa: 
| Kändis             | Yrke                                             | Placering |
| ------------------ | ------------------------------------------------ | --------- |
| Tone Sekelius      | Artist och influencer                            | 1         |
| Filip Lamprecht    | Företagare och f.d. fotomodell                   | 2         |
| Anders Ekborg      | Skådespelare och sångare                         | 3         |
| Maria Montazami    | TV-personlighet                                  | 4         |
| Arvid Stark        | Gift vid första ögonkastet-deltagare och officer | 5         |
| Dominika Peczynski | Artist, PR-strateg och skribent                  | 6         |
| Magdalena Forsberg | TV-profil och f.d. skidskytt                     | 7         |
| Marcus Noterius    | TV4-journalist                                   | 8         |